# غوان سبيكس
غوان سبيكس (الاسم العلمي: Penelope jacquacu) هو نوع من الطيور يتبع جنس الغوان بنيلوب من فصيلة القرازية.